# Messkupplung

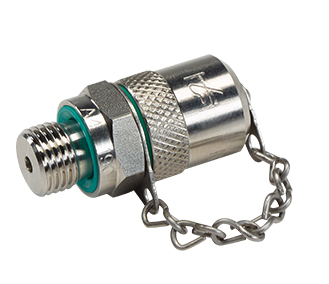
Messkupplung (Schraubkupplung)

Unter einer Messkupplung (auch Diagnosekupplung) oder umgangssprachlich Minimess genannt, versteht man ein mechanisch entsperrbares Rückschlagventil kleiner Nennweite, das zu Mess- oder Diagnosezwecken verwendet wird. Die Öffnungsarmatur für die Messkupplung befindet sich z. B. als Kopfstück an Schläuchen oder als Adapter an einem Drucksensor.

## Hintergrund und Funktionsprinzip
Eine Messkupplung stellt eine Schnittstelle zu einem ansonsten geschlossenen, Öl-, Wasser- oder Gas-fluidischen System dar. Aus verschiedenen Gründen, sei dies zur Funktionsüberprüfung, zur Fehleranalyse, zur Entlüftung, zu einer Probenentnahme oder auch, in eingeschränktem Maße, zum Befüllen, ist ein Zugang zum zumeist drucktragenden Fluid erforderlich. Anstatt das System, beispielsweise den hydraulischen Kreis einer Baumaschine, öffnen zu müssen, mit den potentiellen Gefahren von schweren Verletzungen durch noch unter Druck stehendes Fluid oder einer Kontamination der Umwelt durch austretendes Fluid, lässt sich durch Aufschrauben eines Messschlauches oder eines Drucksensors auf eine Messkupplung ein idealiter leckagefreier Zugang schaffen. Auf diese Weise wird situativ eine Messstelle geschaffen, die eine dauerhafte und damit deutlich teurere Anbringung von z. B. Sensoren oder Manometern überflüssig machen kann. Je nach technischer Gestaltung der Messkupplung kann ein derartiger Zugang auch hergestellt werden, ohne das System zuvor drucklos machen zu müssen. Dies ist vor allem dadurch möglich, da die wirksamen Leitungsdurchmesser überwiegend klein sind; typisch sind Nenndurchmesser von 2 mm oder 4 mm. Daher durchströmt in aller Regel auch wenig Fluid die Verbindung. Auf diese Weise lassen sich Messkupplungen von (allgemeinen) Hydraulikupplungen abgrenzen, da diese als Verbindung von Schläuchen mit Schläuchen oder Hydraulikrohen einen möglichst großen Volumenstrom gewährleisten müssen, um Aktuatoren versorgen zu können.
Sehr häufig sind Messkupplungen als Schraubkupplungen ausgeführt, die ab 1964 unter dem Markennamen Minimess zunächst in den Markt der Leistungs-Hydraulik eingeführt wurden und heute oft synonym bezeichnet werden. Bei diesen öffnet sich beim Anschrauben einer Öffnungsarmatur an die Messkupplung das Rückschlagventil und es entsteht eine direkte Verbindung zum Medium.

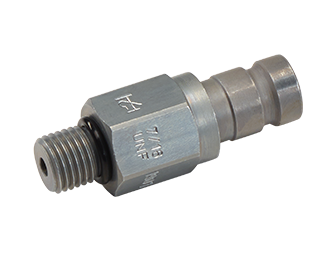
Messkupplung (Steckkupplung)

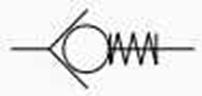
Symbol einer Messkupplung
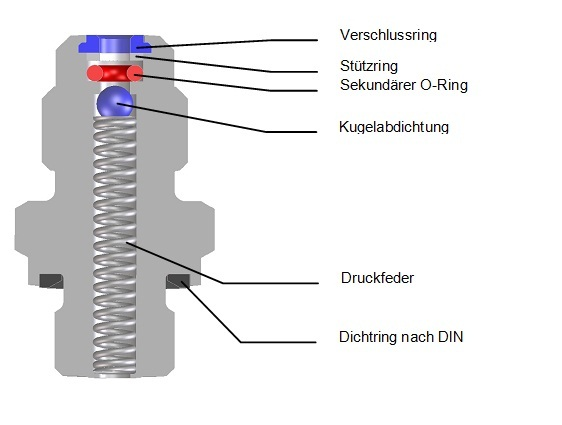
Messkupplung mit Kugelausführung
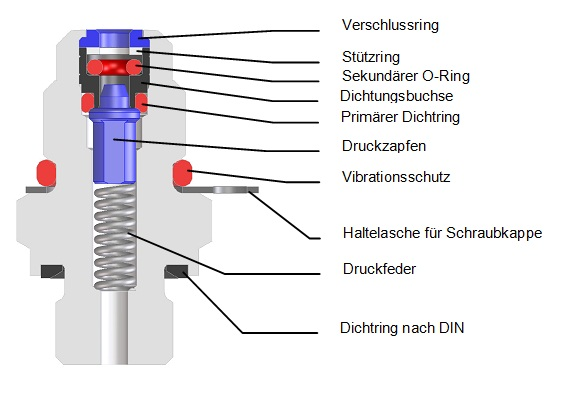
Messkupplung mit Weichabdichtung und Druckzapfen

Daneben gibt es zahlreiche weitere Formen von Messkupplungen, die überwiegend auf dem Steckprinzip basieren.
Messkupplungen werden eher in Ausnahmefällen erst bei einem akuten Bedarf appliziert, sondern von Maschinen- oder Komponentenherstellern grundsätzlich in ihre Produkte verbaut, um für einen potentiellen Einsatz bereit zu stehen. Umgekehrt werden verhältnismäßig wenige Öffnungsarmaturen benötigt.

## Eigenschaften einer Messkupplung

### Allgemeine Eigenschaften

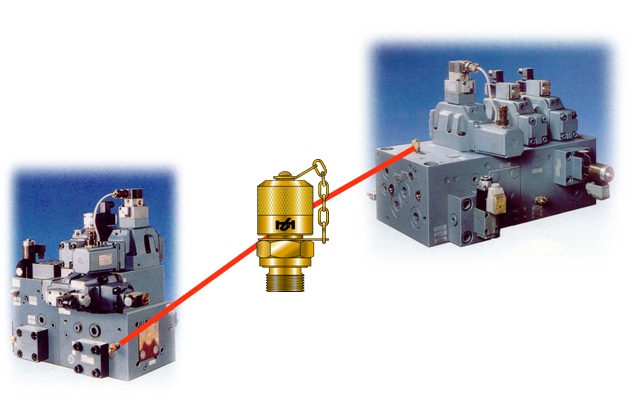
Messkupplungseinsatz in der Blockhydraulik

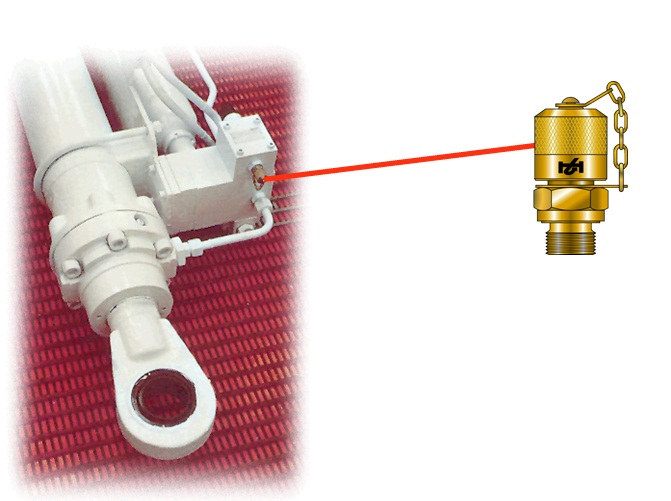
Entlüftung von Zylindern

- Kuppeln und Entkuppeln ohne Anlagenstillstand
- Anschluss für Druck- und Druckspitzenmessung mit Drucksensoren
- Gelegentliche Drucküberwachung
- Systementlüftungen und Probeentnahme
- Vibrationssicherung in der Schraubkappe integriert

### Technische Eigenschaften
- Nennweite 2 / 4 mm
- Betriebsdruck 63 MPa
- Betriebstemperatur −25 °C bis +100 °C

## Anwendungen
Messkupplungen werden vorzugsweise für Öl-Hydraulik mit Ölen auf Mineralölbasis eingesetzt. Daneben finden sie aber auch Verwendung für technische Gase (siehe auch Gasfüllventile) oder andere Fluide. Sie finden in den verschiedensten Bereichen der Mobil- und Stationärhydraulik ihren Einsatz, wie z. B. in Bau- und Landmaschinen, Schienenfahrzeugen, im Hydraulik-Aggregatebau, im Maschinen- und Prüfstandsbau oder auch Schiffsbau.